# Гамма Южной Гидры
Гамма Южной Гидры (γ Hyi)   — звезда в созвездии Южной Гидры. Видимая звёздная величина +3.24 (видна невооружённым глазом). Находится на расстоянии 214 световых лет от Солнца. Звезду можно наблюдать вблизи экватора или в Южном полушарии.

## Характеристики
Гамма Южной Гидры является красным гигантом, спектральный класс — M2III, температура поверхности составляет 3820 К, а болометрическая (полная) светимость в 655 раз мощнее, чем у Солнца. Масса звезды в 1,5-2 раза превышает солнечную, радиус в 60 раз превышает радиус Солнца. γ Hyi удаляется от Солнечной системы со скоростью 16 км/с.